# Tiên Lộc
Tiên Lộc is een xã in het district Tiên Phước, een van de districten in de Vietnamese provincie Quảng Nam. Tiên Lộc heeft ruim 4200 inwoners op een oppervlakte van 12,59 km².

## Geografie en topografie
Tiên Lộc ligt in het oosten van de huyện Tiên Phước.